# Sergej Pavlovič Sumarokov
Sergej Pavlovič Sumarokov (San Pietroburgo, 19 giugno 1793 – San Pietroburgo, 22 febbraio 1875) è stato un generale russo.

## Biografia

### I primi anni
Membro dell'antica famiglia russa dei Sumarokov, Sergej era pronipote del drammaturgo Aleksandr Petrovič Sumarokov. Nato il 19 giugno 1793 a San Pietroburgo, suo padre era il futuro governatore di Novgorod Pavel Ivanovič Sumarokov (1767-1846), mentre sua madre era la principessa Maria Vasil'evna Golicyna (1765-1847). Ricevette un'educazione privata e successivamente dal cugino, il principe Sergej Fëdorovič Golicyn.
Versato nelle materie militari ed in matematica, a 15 anni il 27 aprile 1809 entrò in un battaglione di artiglieria della guardia imperiale come cadetto, influenzato favorevolmente dallo scienziato russo Pëtr Aleksandrovič Rakhmanov, editore del Giornale Militare; dopo essersi preparato sotto la guida di quest'ultimo per l'esame da ufficiale, Sumarokov superò brillantemente la prova e venne ammesso al rango di sottotenente il 19 febbraio 1810.

### Le guerre napoleoniche

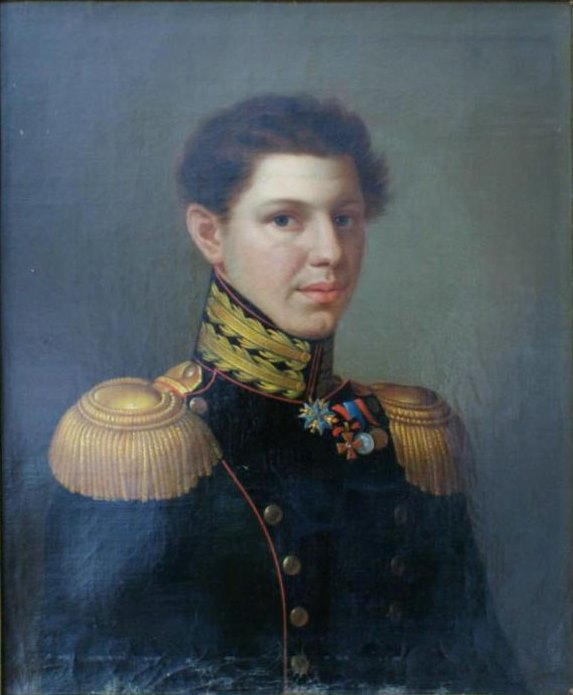
Il giovane Sergej Pavlovič Sumarokov

Ebbe modo di distinguersi nel corso della Guerra Patriottica del 1812. Il giorno della battaglia di Borodino, il 26 agosto 1812, Sumarokov si trovava nelle file dell'artiglieria della guardia e ricevette il proprio battesimo del fuoco, venendo ferito da una scheggia di granata alla testa e venne per questo insignito della Spada d'oro al coraggio il 19 dicembre successivo. Nonostante la ferita, rimase con la sua batteria d'artiglieria sino alla fine delle guerre napoleoniche. Nel corso della battaglia di Bautzen che si svolse tra l'8 ed il 9 maggio 1813, Sumarokov venne ferito al fianco e venne per questo poi insignito dell'Ordine di San Vladimiro di IV classe e dell'Ordine "Pour le Mérite" prussiano (nel 1814). Anche questa ferita, ad ogni modo, non gli impedì di combattere a Dresda dal 15 al 17 agosto successivo e il 4-6 ottobre a Lipsia e per questo venne promosso tenente il 6 ottobre 1813. Si spostò quindi in territorio francese fino all'assedio di Parigi.
Al suo ritorno in Russia dopo la campagna militare, chiese di rimanere nel corpo di artiglieria e si dedicò all'insegnamento militare, studiando per altri quattro anni strategia. L'11 marzo 1817 venne promosso capitano ed inserito nello stato maggiore dell'arma d'artiglieria. Il 5 febbraio 1818 venne promosso capitano ed il 25 agosto 1819 colonnello, ottenendo dapprima il comando della 2ª compagnia di artiglieria leggera e poi della 4ª. Nel 1815, a San Pietroburgo, entrò nella loggia massonica degli "Amici Uniti" e divenne poi il fondatore della loggia delle "Tre Virtù", la quale includeva anche molti futuri decabristi.
Il 4 agosto 1824, Sumarokov venne insignito dell'Ordine di Sant'Anna di II grado e nello stesso anno, il 28 ottobre, decise di ritirarsi a vita privata per questioni famigliari, col grado di maggiore generale. Tuttavia, due anni dopo, il 30 agosto 1826, rientrò nuovamente in servizio, venendo arruolato nella 2ª brigata di artiglieria e divenendo aiutante di campo del granduca Michail Pavlovič. Il 25 ottobre 1826 divenne comandante della scuola di artiglieria.

### La guerra russo-turca del 1828-1829
Quando scoppiò la guerra russo-turca del 1828-1829, venne richiamato in servizio. Il 22 agosto 1827 ottenne l'onorificenza in diamanti dell'Ordine di Sant'Anna per meriti speciali conseguiti sul campo e fece parte delle unità che condussero l'assedio di Brăila, mostrando un coraggio definito dai commilitoni come "incrollabile" e gestendo anche i negoziati per la resa della fortezza con "prudenza e operosità". Il 25 giugno 1828 venne promosso al rango di maggiore generale d'artiglieria ed il 1º luglio ottenne la IV classe dell'ordine militare di San Giorgio. L'8 giugno prese parte allo scontro nei pressi di Šumla ed il 14 settembre vicino a Varna; quattro giorni dopo venne inviato all'accampamento nemico presso le alture di Kurtepe, sotto il comando del principe Eugenio di Württemberg.
Dopo la fine delle ostilità, Sumarokov partì per San Pietroburgo con alcune istruzioni riservate e nel 1829 venne inviato a ispezionare lo stato delle truppe lungo la linea di Prut e lungo le fortificazioni di Sebastopoli. Dalla sua analisi, con uno straordinario anticipo rispetto poi al rovinoso assedio di metà secolo, scoprì che la fortezza, che all'apparenza sembrava inespugnabile, presentava delle falle che il nemico avrebbe potuto utilizzare a proprio vantaggio.

### L'insurrezione polacca
Il 4 gennaio 1830 Sumarokov venne nominato comandante dellа 1ª brigata di artiglieria della guardia ed il 30 dicembre dello stesso anno partì con l'armata che operava contro i ribelli polacchi. Durante questa guerra, fu uno dei confidenti del granduca Michail Pavlovič, comandante dell'intera guardia, prendendo parte alle conferenze militari da lui convocate, cercando spesso di mediare tra i diversi consiglieri militari che attorniavano il generale ed in particolare col principe Aleksej Grigor'evič Ščerbatov, assistente personale del granduca.
Fino al 9 maggio 1831, l'artiglieria di Sumarokov non prese parte ad alcuna battaglia, limitandosi a movimenti strategici volti a respingere gli attacchi del generalе polacco Jan Zygmunt Skrzynecki. Il 9 maggio, come si è detto, ebbe il compito di trasportare una batteria d'artiglieria con l'aiuto del reggimento Pavlovskij sulla riva destra del fiume Narva, aprendo la strada alla retroguardia e precipitandosi quindi su Žoltki. Qui, con l'assistenza dell'aiutante generale Vasilij Nikanorovič Shenshin, decise di difendere i ponti sul fiume Bug per impedire agli insorti di aggirare la guardia russa e tagliarla così fuori dal resto dell'esercito. Grazie alla sua abilità riuscì ad impedire che il nemico attraversasse il valico e si diede alla ritirata. Secondo la testimonianza dei partecipanti alla battaglia, Sumarokov, infatti, sottoposto a pesante fuoco di artiglieria nemica, non solo diede, come capo, ordini impeccabili, ma installò personalmente i cannoni e li diresse personalmente. Questa temerarietà, ad ogni modo, gli costò cara: ricevette una grave ferita alla gamba destra. Il 25 giugno 1831 Sumarkov ottenne l'Ordine di San Giorgio di III classe. L'anno successivo gli venne conferita l'onorificenza "Virtuti Militari" di II classe della Polonia e una pensione annua di 1200 rubli che lui, essendo un uomo ricco, rifiutò ringraziando.

### Studi e viaggi all'estero

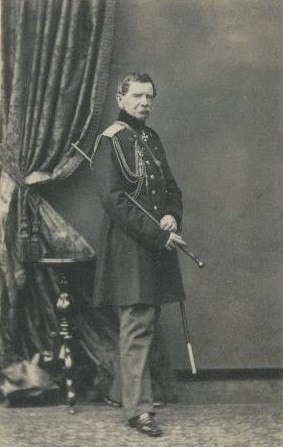
Il generale Sumarokov in una foto degli ultimi anni

Nel 1831, Sumarokov chiese di essere temporaneamente esentato dal servizio per curare la sua ferita, ritirandosi dapprima a Mosca e poi a Reval dove fece dei bagni di mare. Tornato alla fine di settembre del 1832 a San Pietroburgo, divenne comandante dell'artiglieria della guardia anche in tempo di pace. Nel 1833 si portò a Berlino per assistere alle manovre delle truppe prussiane, il cui stato, su insistenza del re prussiano Federico Guglielmo, venne chiamato a giudicare. Il re, anziché indispettirsi dei duri commenti che Sumarokov riservò alle sue truppe, ne fece tesoro ed istituì una commissione militare apposita per studiare lo stato dell'esercito. Per questo suo ruolo, ricevette la II classe dell'Ordine dell'Aquila Rossa di Prussia ed al suo ritorno in patria, il 22 aprile 1834, ottenne il grado di aiutante generale.
Per curare nuovamente la propria ferita che tornava a farsi sentire, dal settembre del 1834 e sino all'ottobre del 1835, Sumarokov si avvalse dell'assistenza medica a Berlino, dove ad ogni modo non mancò di prendere parte alle celebrazioni per il ventennale della fine delle guerre napoleoniche, sfoggiando le proprie conoscenze di pirotecnica e creando brillanti fuochi d'artificio che estasiarono la capitale prussiana.
Nel 1836, Sumarokov si portò a Praga per assistere all'incoronazione dell'imperatore Ferdinando I d'Austria e poi a Vienna per prendere parte alla rassegna militare in onore del nuovo sovrano e studiare ancora una volta l'esercito straniero; col medesimo intento si portò quindi a Monaco di Baviera dove approfondì lo studio dell'artiglieria campale pur non ottenendo l'accesso a disegni e progetti dettagliati su espresso ordine del re di Baviera che lo accolse molto freddamente, considerando inopportuno rivelare i propri segreti militari al generale di un esercito straniero.
Il 18 aprile 1837 Sumarokov venne promosso tenente generale. Nei dieci anni successivi si recò ancora all'estero per periodi più o meno lunghi e sempre per curare la fastidiosa ferita: mentre era in Russia, continuò a comandare l'artiglieria del corpo della guardia. Il 6 dicembre 1842 venne insignito della I classe dell'Ordine di Sant'Anna. Nel 1849 prese ancora una volta la via militare in Ungheria dove venne chiamato con un corpo d'armata a sostenere gli sforzi per bloccare i rivoltosi durante la rivoluzione, ottenendo il comando anche del corpo dei granatieri. Di ritorno dalla campagna militare, il 13 ottobre 1849, venne nominato comandante del corpo di fanteria della guardia ed il 6 dicembre 1851 venne promosso generale d'artiglieria.
Durante tutto il suo mandato come capo dell'artiglieria della guardia russa, Sumarokov introdusse una serie di cambiamenti positivi, migliorando significativamente la composizione materiale del corpo, migliorando le conoscenze pirotecniche e introducendo e migliorando i proiettili, tecniche che poi vennero estese all'artiglieria dell'intero esercito russo. Prese parte alla stesura delle "Norme per la direzione nella costruzione di nuova artiglieria", fu membro del "Comitato per lo sviluppo di misure per rifornire l'esercito di cavalli" e nel 1846 presentò un'ampia nota sui miglioramenti da apportare genericamente all'esercito russo, ricevendo ripetutamente alte gratificazioni dallo zar e dall'alto comando russo.

### Gli ultimi anni
Al momento dello scoppio della Guerra di Crimea, il 18 maggio 1855, venne nominato comandante dell'esercito occidentale russo e, a causa della malattia del principe Paskevič, il 22 dicembre di quello stesso anno venne destinato a Varsavia, ottenendo il comando delle truppe impegnate in Polonia. Il giorno dell'incoronazione di Alessandro II di Russia, il 26 agosto 1856, venne nominato membro del consiglio di stato ed ottenne il titolo di conte.
Negli anni che seguirono, il suo servizio fu perlopiù onorifico e limitato alle riunioni del Consiglio di Stato russo ed a quello del comitato per i feriti, di cui fu membro e anche presidente. L'8 settembre 1859 ricevette le insegne in diamanti dell'Ordine di Sant'Aleksandr Nevskij.
Morì il 22 febbraio 1875 e fu sepolto nel cimitero di Tichvin del Monastero di Aleksandr Nevskij.

## Matrimonio e figli

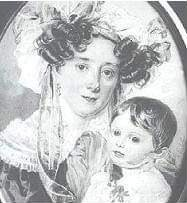
Aleksandra Pavlovna Maruzzi con una delle figlie

Il 24 gennaio 1823, sposò Aleksandra Pavlovna Maruzzi (1790-1857), figlia del console generale a Venezia, marchese Paolo Maruzzi e della principessa Zoja Gica. Da questo matrimonio nacquero tre figlie:
- Zoja (1828-1897), damigella d'onore della zarina, sposò in prime nozze il governatore di Mosca, tenente generale principe Obolenskij (1819-1884) e poi si risposò con Valerian Karlovič Mračkovskij, col quale conviveva in Svizzera già dalla metà degli anni '60 dell'Ottocento.
- Elena (1829-1901), sposò l'aiutante generale Feliks Nikolaevič Sumarokov-Ėl'ston, il quale alla morte del generale Sumarokov ottenne di ereditarne titolo e cognome
- Marija (1830-1902), damigella d'onore della zarina, sposò nel 1849 con il senatore principe Nikolaj Michailovič Golicyn (1820-1885).